# Aphanius farsicus
Aphanius farsicus, es una especie de pez actinopeterigio de agua dulce, de la familia de los ciprinodóntidos.
Peces de pequeño tamaño con una longitud máxima descrita de solo 4,9 cm.

## Distribución y hábitat
Se distribuye por ríos de Asia, un endemismo de la costa del Golfo Pérsico en Irán. Ha sido registrado y recolectado solamente de la cuenca del lago Maharloo en la provincia de Fars, donde habita pequeños sistemas de agua dulce de manantiales y charcas de salinidad variable. Debido a las recientes sequías en el sur de Irán, la especie tiene una fuerte necesidad de conservación.